# Les Ayvelles
Les Ayvelles est une commune française située dans le département des Ardennes, en région Grand Est.

## Géographie

### Localisation
Les Ayvelles est une commune périurbaine de la périphérie de Charleville-Mézières, située à 6 km à vol d'oiseau au sud-est de cette ville.
10 km au sud-ouest de la frontière franco-belge et 82 km de Namur, 13 km à l'ouest de Sedan, 37 km au nord-est de Rethel et 52 km au sud-est de Hirson.
La commune se trouve dans l'aire d'attraction de Charleville-Mézières, dans l'unité urbaine de Charleville-Mézières ainsi que dans la zone d'emploi et dans le bassin de vie de cette ville.

### Communes limitrophes
Les communes limitrophes sont  Chalandry-Elaire, La Francheville, Lumes, Saint-Marceau et Villers-Semeuse.

### Géologie et relief
La superficie de la commune est de 5,45 km2 ; son altitude varie de 143  à   210 mètres.

### Hydrographie

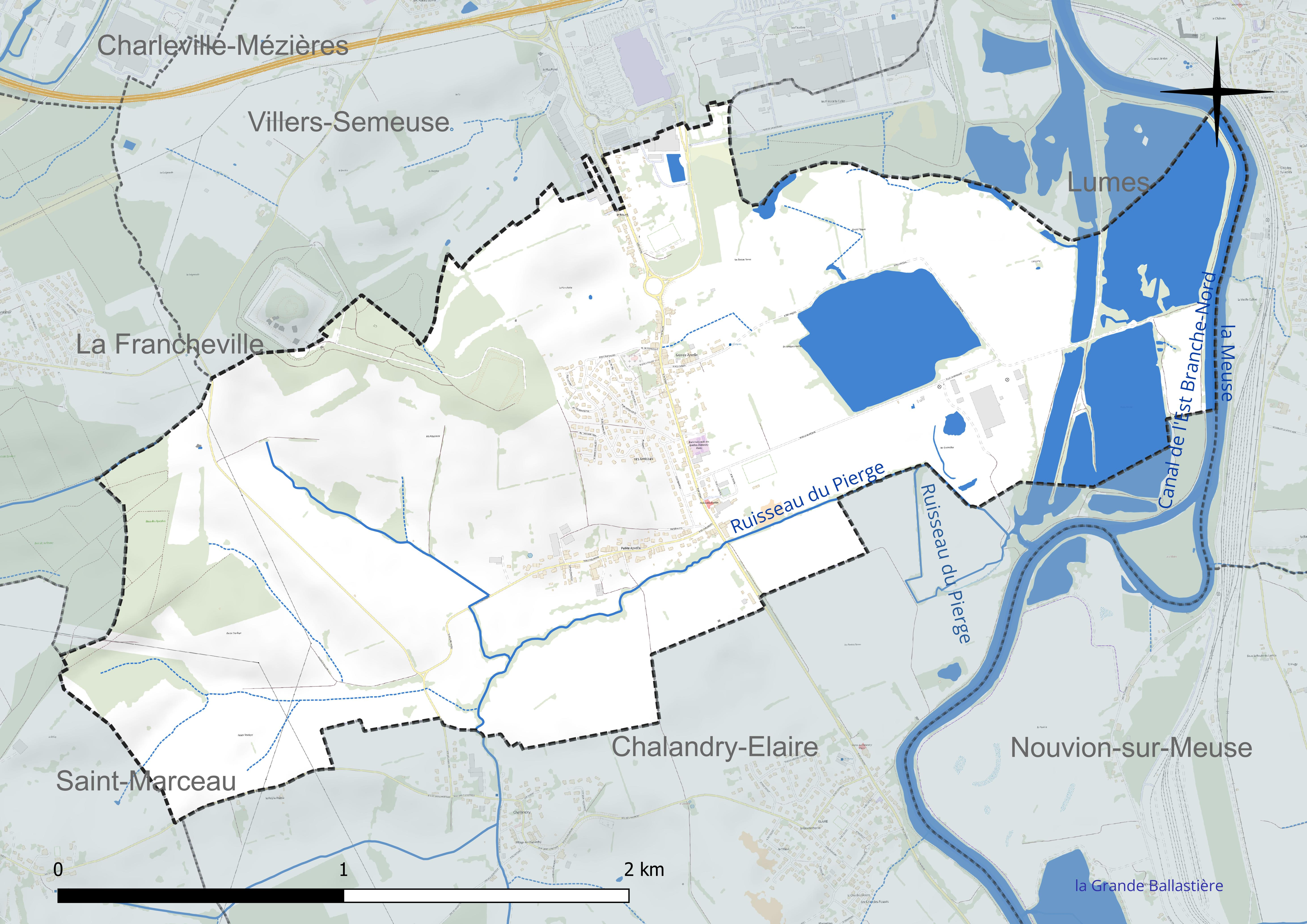
Réseaux hydrographique des Ayvelles.

La commune est dans le bassin versant de la Meuse au sein du bassin Rhin-Meuse. Elle est drainée par la Meuse et le ruisseau du Pierge,.
La Meuse, d'une longueur de 486 km, est un fleuve européen qui prend sa source en France, dans la commune du Châtelet-sur-Meuse, à 409 mètres d'altitude, et se jette dans la mer du Nord après un cours long d'approximativement 950 kilomètres traversant la France, la Belgique et les Pays-Bas. Elle longe la commune sur son flanc est, sur une longueur d'environ 1,1 km, constituant une limite séparative avec la commune de Lumes.

### Climat
Pour des articles plus généraux, voir Climat du Grand Est et Climat des Ardennes.
En 2010, le climat de la commune est de type climat des marges montargnardes, selon une étude du Centre national de la recherche scientifique s'appuyant sur une série de données couvrant la période 1971-2000. En 2020, Météo-France publie une typologie des climats de la France métropolitaine dans laquelle la commune est exposée à un climat océanique altéré et est dans la région climatique Lorraine, plateau de Langres, Morvan, caractérisée par un hiver rude (1,5 °C), des vents modérés et des brouillards fréquents en automne et hiver.
Pour la période 1971-2000, la température annuelle moyenne est de 10,1 °C, avec une amplitude thermique annuelle de 15,7 °C. Le cumul annuel moyen de précipitations est de 887 mm, avec 13,1 jours de précipitations en janvier et 9,4 jours en juillet. Pour la période 1991-2020, la température moyenne annuelle observée sur la station météorologique de Météo-France la plus proche, « Charleville-Méz. », sur la commune de Charleville-Mézières à 6 km à vol d'oiseau, est de 9,9 °C et le cumul annuel moyen de précipitations est de 928,4 mm. 
La température maximale relevée sur cette station est de 39,2 °C, atteinte le 25 juillet 2019 ; la température minimale est de −17,5 °C, atteinte le 1er janvier 1997,,.
Les paramètres climatiques de la commune ont été estimés pour le milieu du siècle (2041-2070) selon différents scénarios d'émission de gaz à effet de serre à partir des nouvelles projections climatiques de référence DRIAS-2020. Ils sont consultables sur un site dédié publié par Météo-France en novembre 2022.

## Urbanisme

### Typologie
Au 1er janvier 2024, Les Ayvelles est catégorisée commune rurale à habitat dispersé, selon la nouvelle grille communale de densité à 7 niveaux définie par l'Insee en 2022.
Elle appartient à l'unité urbaine de Charleville-Mézières, une agglomération intra-départementale dont elle est une commune de la banlieue,.
Par ailleurs la commune fait partie de l'aire d'attraction de Charleville-Mézières, dont elle est une commune de la couronne,. Cette aire, qui regroupe 132 communes, est catégorisée dans les aires de 50 000 à moins de 200 000 habitants,.

### Occupation des sols

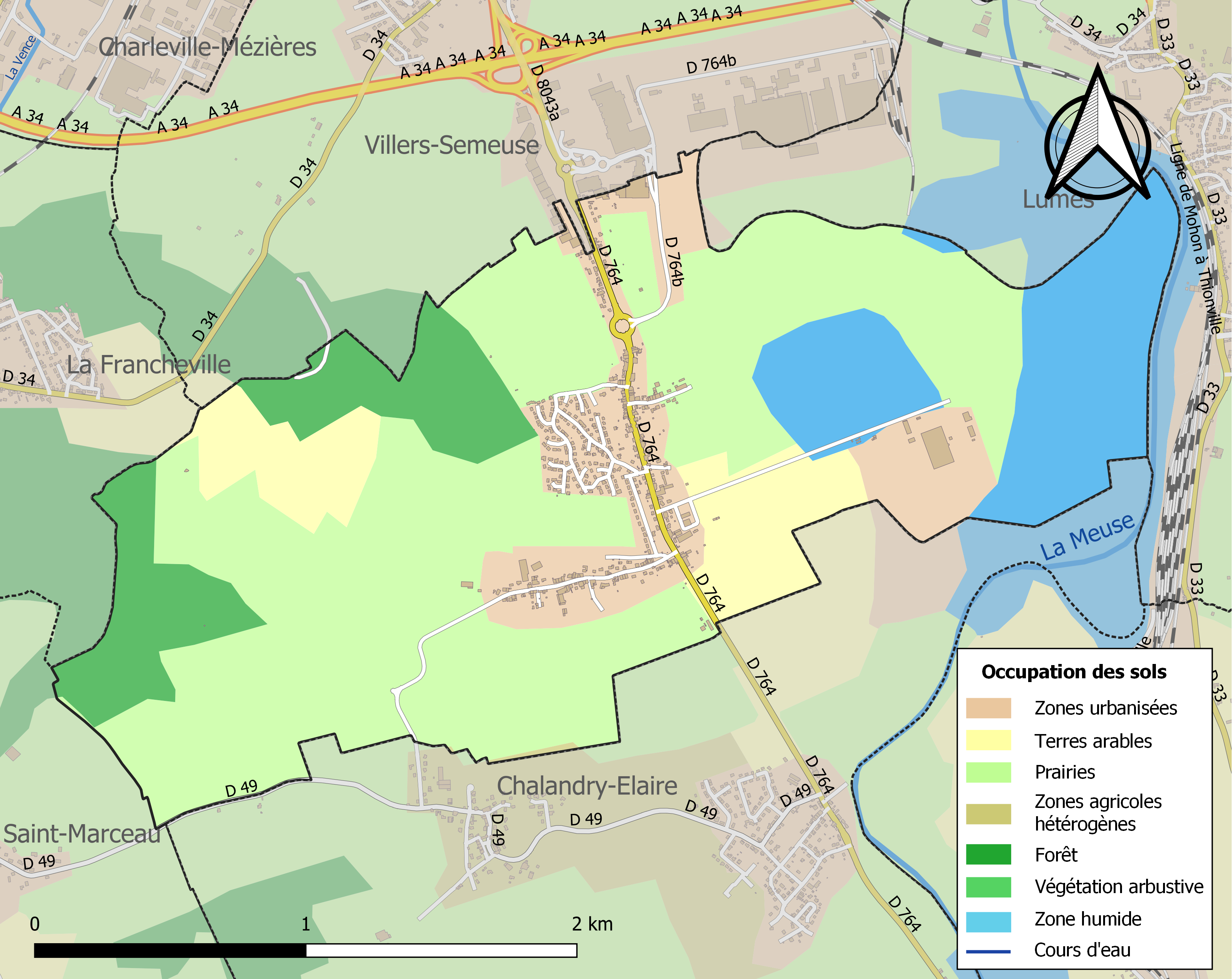
Carte des infrastructures et de l'occupation des sols de la commune en 2018 (CLC).

L'occupation des sols de la commune, telle qu'elle ressort de la base de données européenne d’occupation biophysique des sols Corine Land Cover (CLC), est marquée par l'importance des territoires agricoles (60,8 % en 2018), en diminution par rapport à 1990 (66,5 %).
La répartition détaillée en 2018 est la suivante : prairies (51,5 %), eaux continentales (14,3 %), forêts (10,7 %), terres arables (9,1 %), zones urbanisées (9 %), mines, décharges et chantiers (3,2 %), zones industrielles ou commerciales et réseaux de communication (2 %), zones agricoles hétérogènes (0,2 %).
L'évolution de l’occupation des sols de la commune et de ses infrastructures peut être observée sur les différentes représentations cartographiques du territoire : la carte de Cassini (XVIIIe siècle), la carte d'état-major (1820-1866) et les cartes ou photos aériennes de l'IGN pour la période actuelle (1950 à aujourd'hui).

### Habitat et logement
En 2021, le nombre total de logements dans la commune était de 398, alors qu'il était de 396 en 2016 et de 369 en 2011.
Parmi ces logements, 89,7 % étaient des résidences principales, 1,6 % des résidences secondaires et 8,7 % des logements vacants. Ces logements étaient pour 84,1 % d'entre eux des maisons individuelles et pour 15,2 % des appartements.
Le tableau ci-dessous présente la typologie des logements aux Les Ayvelles en 2021 en comparaison avec celle des Ardennes et de la France entière. Une caractéristique marquante du parc de logements est ainsi la faible proportion des résidences secondaires et logements occasionnels (1,6 %) par rapport au département (3,7 %) et à la France entière (9,7 %).
| Typologie                                               | Les Ayvelles | Ardennes | France entière |
| ------------------------------------------------------- | ------------ | -------- | -------------- |
| Résidences principales (en %)                           | 89,7         | 84,7     | 82,2           |
| Résidences secondaires et logements occasionnels (en %) | 1,6          | 3,7      | 9,7            |
| Logements vacants (en %)                                | 8,7          | 11,6     | 8,1            |

## Toponymie
Attestée sous la forme Avia au XIIe siècle.
De l'oïl aive « eau » ; le suffixe diminutif -elle et le pluriel sont tardifs.

## Histoire
Diane d'Ayvelles, fille de Nicolas, gouverneur de Sedan, épouse en 1576 Philippe d'Ambly, qui devint baron d'Ayvelles. Leur petit-fils Robert d'Ambly, maréchal des camps et armées du Roi, fut le premier titré marquis d'Ayvelles (ca 1645). Sa descendance donna les marquis de Chaumont, les barons de Chauvirey, et par alliance avec l'héritière de la branche aînée (1773), les marquis d'Ambly.
En 1828, la commune d'Ayvelle-la-Grande, instituée par la Révolution française, absorbe celle d'Ayvelle-la-Petite — qui comptait en 1821 148 habitants recensés — et prend sa dénomination actuelle de Les Ayvelles.

## Politique et administration

### Rattachements administratifs et électoraux

#### Rattachements administratifs
La commune se trouve dans l'arrondissement de Charleville-Mézières du département des Ardennes.
Elle faisait partie depuis 1801 du canton de Flize. Dans le cadre du redécoupage cantonal de 2014 en France, cette circonscription administrative territoriale a disparu, et le canton n'est plus qu'une circonscription électorale.

#### Rattachements électoraux
Pour les élections départementales, la commune fait partie depuis 2014 du canton de Nouvion-sur-Meuse.
Pour l'élection des députés, elle fait partie de la première circonscription des Ardennes.

### Intercommunalité
Les Ayvelles était membre de la communauté de communes du Pays des Sources au Val de Bar, un établissement public de coopération intercommunale (EPCI) à fiscalité propre créé fin 1995 et auquel la commune avait transféré un certain nombre de ses compétences, dans les conditions déterminées par le code général des collectivités territoriales.
Conformément aux prescriptions de la loi de réforme des collectivités territoriales du 16 décembre 2010, qui a prévu le renforcement et la simplification des intercommunalités et la constitution de structures intercommunales de grande taille, celle-ci a fusionné avec ses voisines  pour former, le 1er janvier 2014, la communauté d'agglomération dénommée Ardenne Métropole, dont est désormais membre la commune.

### Liste des maires
| Période                                  | Période                   | Identité           | Étiquette | Qualité                      |
| ---------------------------------------- | ------------------------- | ------------------ | --------- | ---------------------------- |
| Les données manquantes sont à compléter. |                           |                    |           |                              |
|                                          |                           |                    |           |                              |
| avant 1978                               |                           | Guy Capitaine      |           |                              |
|                                          |                           |                    |           |                              |
| 1995                                     | mars 2008                 | Robert Binet       |           | Architecte retraité          |
| mars 2008                                | mars 2014                 | Jacques Bragantini |           |                              |
| mars 2014                                | décembre 2022             | Philippe Lebreton  |           | Fonctionnaire Démissionnaire |
| janvier 2023                             | En cours (au 29 mai 2024) | Sylvia Tucci       |           | Employée retraité            |

## Équipements et services publics

### Enseignement
Les enfants de la commune sont scolarisés avec ceux de Chalandry-Elaire dans le cadre d'un regroupement pédagogique intercommunal (RPI).

### Santé
Un pôle de santé est implanté dans la commune en 2023.

## Population et société

### Démographie
L'évolution du nombre d'habitants est connue à travers les recensements de la population effectués dans la commune depuis 1793. Pour les communes de moins de 10 000 habitants, une enquête de recensement portant sur toute la population est réalisée tous les cinq ans, les populations de référence des années intermédiaires étant quant à elles estimées par interpolation ou extrapolation. Pour la commune, le premier recensement exhaustif entrant dans le cadre du nouveau dispositif a été réalisé en 2006.

En 2022, la commune comptait 859 habitants, en évolution de −4,77 % par rapport à 2016 (Ardennes : −2,97 %, France hors Mayotte : +2,11 %).
| 1793 | 1800 | 1806 | 1821 | 1831 | 1836 | 1841 | 1846 | 1851 |
| ---- | ---- | ---- | ---- | ---- | ---- | ---- | ---- | ---- |
| 120  | 112  | 141  | 190  | 315  | 335  | 335  | 357  | 349  |

| 1866 | 1872 | 1876 | 1881 | 1886 | 1891 | 1896 | 1901 | 1906 |
| ---- | ---- | ---- | ---- | ---- | ---- | ---- | ---- | ---- |
| 334  | 342  | 334  | 370  | 376  | 449  | 451  | 447  | 463  |

| 1911 | 1921 | 1926 | 1931 | 1936 | 1946 | 1954 | 1962 | 1968 |
| ---- | ---- | ---- | ---- | ---- | ---- | ---- | ---- | ---- |
| 542  | 308  | 349  | 351  | 340  | 343  | 393  | 410  | 418  |

| 1975 | 1982 | 1990 | 1999 | 2006 | 2011 | 2016 | 2021 | 2022 |
| ---- | ---- | ---- | ---- | ---- | ---- | ---- | ---- | ---- |
| 511  | 603  | 816  | 769  | 826  | 951  | 902  | 870  | 859  |

### Sports et loisirs
L'Union sportive Les Ayvelles dispose d'une école de foot pour les enfants.
Un complexe sportif en plein air est inauguré par la commune en 2023, à côté de son stade.

## Culture locale et patrimoine

### Lieux et monuments

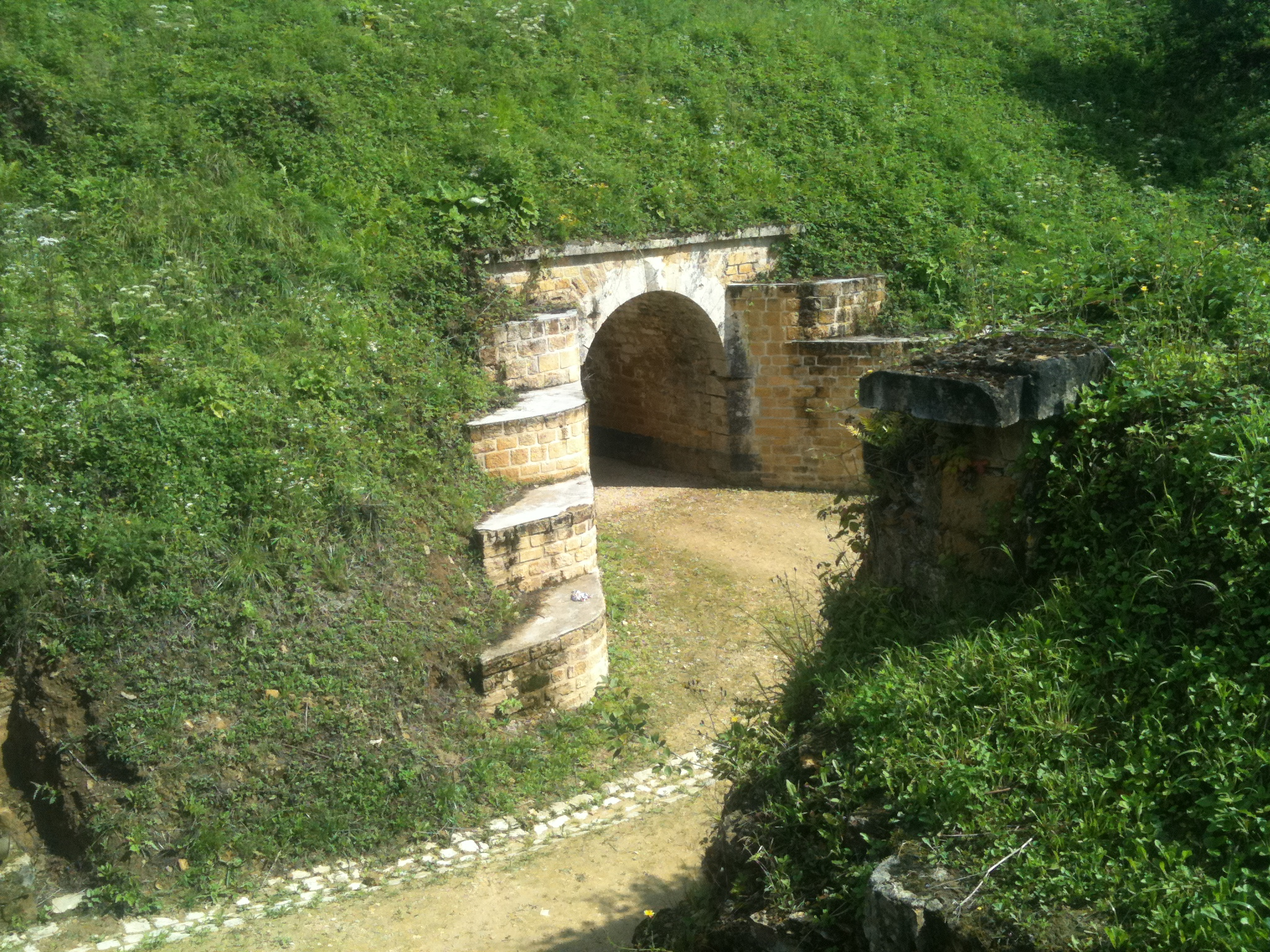
Le Fort des Ayvelles.

- Le fort et la batterie des Ayvelles, situé sur une crête surplombant la ville de Mézières, à la limite entre les Ayvelles et Villers-Semeuse :
Le fort est bâti entre 1877 et 1879 dans le cadre du Système Séré de Rivières et déclassé en 1899 à la suite de l'invention de nouveaux explosifs qui le rendaient obsolètes. 
Le domaine fortifié des Ayvelles, propriété du Département, est géré par l'Association du Fort et de la Batterie des Ayvelles (AFBA), et peut être visité sur rendez-vous[32].

- Église Saint-Remi des Ayvelles.
- Les balastières, cédées par le Département à la Fédération de chasse des Ardennes en 2023[33] et situées au bout de la rue de Warenne, sont constituées de six étangs[34].

### Héraldique
| Blason de Les Ayvelles | Blason  | D'argent au sautoir de gueules cantonné au 1er et 4e d'un lion de sable, armé et lampassé de gueules, au 2e et 3e d'une molette à cinq rais de sable. |
| Blason de Les Ayvelles | Détails | Composition : le sautoir et 2 molettes (sur 4 à l'origine - Woelmont dit merlettes, ce qui serait allusif au nom "avis", oiseau en latin) sont de la famille des Ayvelles, premiers seigneurs du lieu ; les 2 lions viennent de la famille d'Ambly, marquis des Ayvelles vers 1645, qui portait 3 lions de sable (selon Woelmont, ou 4 selon Jougla). Création MM. Baron, Demoncheaux et Jolly. Adopté le 27 mars 1998, modifié le 11 novembre 2002. |

## Pour approfondir